# Wit-Rusland op het Junior Eurovisiesongfestival 2014
Wit-Rusland nam deel aan het Junior Eurovisiesongfestival 2014 in Marsa, Malta. Het was de 12de deelname van het land op het Junior Eurovisiesongfestival. De BTRC was verantwoordelijk voor de Wit-Russische bijdrage voor de editie van 2014.

## Selectieprocedure
Tijdens de selectieprocedure konden kinderen vanuit heel Wit-Rusland liedjes insturen naar de BTRC tot 6 juni 2014. Uit de totaal 48 liedjes die waren ingezonden werden er tien gekozen voor de nationale finale van 29 augustus 2014. De finale werd gepresenteerd door Teo; de Wit-Russische deelnemer aan het Eurovisiesongfestival 2014 en Ilja Volkov, de bijdrage van Wit-Rusland op het Junior Eurovisiesongfestival 2013. 
| Gegevens | Gegevens                 | Gegevens                    | Publiek | Publiek | Jury   | Uitslag | Uitslag |
| Nummer   | Artiest                  | Liedje                      | Stemmen | Punten  | Punten | Totaal  | Plaats  |
| -------- | ------------------------ | --------------------------- | ------- | ------- | ------ | ------- | ------- |
| 01       | Joelia Levina            | Zjoeravy                    | 1815    | 6       | 3      | 9       | 7       |
| 02       | Anna Jermokovitsj        | Mama, eto ja!               | 1376    | 5       | 2      | 7       | 9       |
| 03       | Nadezjda Misjakova       | Sokol                       | 1068    | 3       | 12     | 15      | 1       |
| 04       | Vladisalava Dorosjevitsj | Ja verjoe v svojoe mechtoe! | 5345    | 12      | 1      | 13      | 6       |
| 05       | Jelena Titova            | Stsjena                     | 1260    | 4       | 10     | 14      | 4       |
| 06       | Darja Atrosjenko         | Spojot solntsje             | 370     | 1       | 4      | 5       | 10      |
| 07       | Angelina Pipper          | Visje vsech                 | 3580    | 8       | 6      | 14      | 4       |
| 08       | Ksenia en Pavel          | Mamina ljoebov              | 3682    | 10      | 5      | 15      | 1       |
| 09       | Antoni Konopljanik       | Mister perviy               | 544     | 2       | 7      | 9       | 7       |
| 10       | Anna Zaitseva            | Geta moj ljos               | 3430    | 7       | 8      | 15      | 1       |

Nadat de uitslag bekend was gemaakt stonden in totaal drie liedjes op de eerste plaats: Nadezjda Misjakova met Sokol, Ksenia en Pavel met Mamina Ljoebov en Anna Zaitseva met Geta moj ljos. Volgens de regels van de Wit-Russische preselectie wordt er bij gelijkspel nog eenmaal overgegaan naar de jury die dan bepaald wie eerste en wie tweede en derde worden. Uiteindelijk werd Nadezjda Misjakova door de jury als winnaar aangeduid. 
| Plaats | Artiest            | Liedje         |
| ------ | ------------------ | -------------- |
| 1      | Nadezjda Misjakova | Sokol          |
| 2      | Anna Zaitseva      | Geta Moj Ljos  |
| 3      | Ksenia en Pavel    | Mamina Ljoebov |

## In Malta
Tijdens de finale van het Junior Eurovisiesongfestival 2014 in Malta op 15 november 2014 opende Nadezjda Misjakova de avond met haar liedje. De titel Sokol was veranderd naar het Wit-Russische Sokal, want haar liedje was ook in die taal. Na het stemmen eindigde ze op een zevende plaats met 71 punten. 
2003 · 2004 · 2005 · 2006 · 2007 · 2008 · 2009 · 2010 · 2011 · 2012 · 2013 · 2014 · 2015 · 2016 · 2017 · 2018 · 2019 · 2020 · 2021-2024
Armenië · Bulgarije · Cyprus · Georgië · Italië · Kroatië · Malta · Montenegro · Nederland · Oekraïne · Rusland · San Marino · Servië · Slovenië · Wit-Rusland · Zweden